# ابویاگ، لییت
{{Infobox settlement|name=Abuyog|other_name=Bayan ng Abuyog (Tagalog)|native_name=Bungto San Abuyog (Waray-Waray)|settlement_type=Municipality|image_skyline=|imagesize=|image_caption=|image_seal=|seal_size=100x80px|nickname=Home of the Buyogan Festival|motto=|image_map=Ph locator leyte abuyog.png|map_caption=Map of Leyte with Abuyog highlighted|pushpin_map=Philippines|pushpin_map_caption=Location within the Philippines|latd=10|latm=44|latNS=N|longd=125|longm=01|longEW=E
ابویاگ، لییت (به لاتین: Abuyog, Leyte) یک سکونتگاه مسکونی در فیلیپین است که در لیته واقع شده‌است.

## خصوصیات
ابویاگ ۶۸۸٫۲۵ کیلومترمربع مساحت و ۵۷٬۱۴۶ نفر جمعیت دارد.